# Maggie Geha

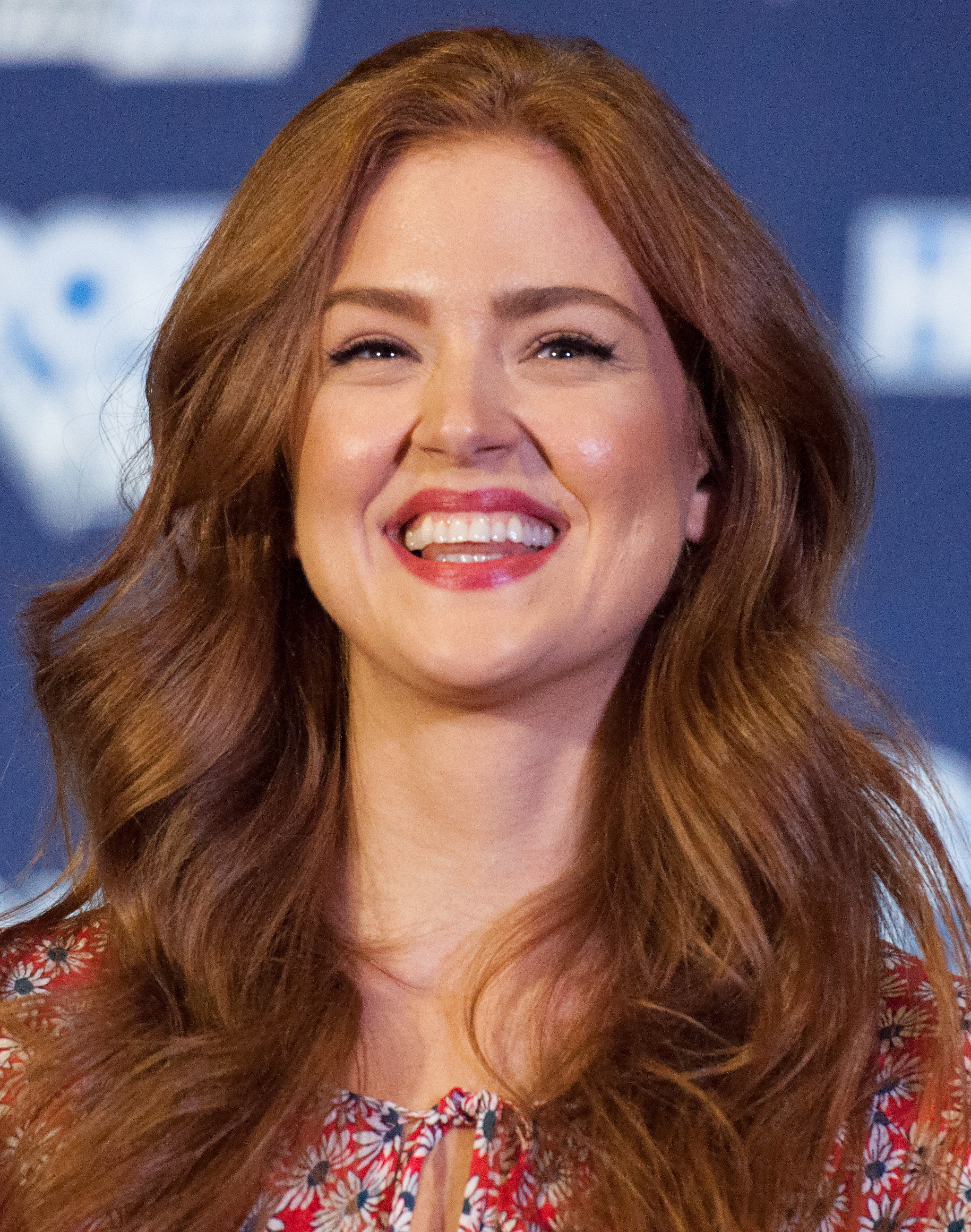
Maggie Geha

Maggie Geha (* 4. April 1988 in Boston, Massachusetts) ist eine US-amerikanische Schauspielerin und Model.

## Leben
Maggie Geha wurde 1988 in Boston, Massachusetts geboren und wuchs dort auf. Sie besuchte die Highschool in Vermont und anschließend ein College in Newport, Rhode Island. Heute lebt Geha in New York City und studiert dort Theater mit Schwerpunkt Performance am Marymount Manhattan College.
Sie ist bekannt durch ihre Rollen in Ted 2 und Winter’s Tale. Im Juni 2016 wurde bekannt gegeben, dass sie die Rolle der erwachsenen Poison Ivy in der US-amerikanischen Fernsehserie Gotham übernehmen wird. Nach nur einem Jahr verließ sie die Serie und wurde von Peyton List ersetzt. Außerdem modelt sie nebenbei; bereits 2004 wurde sie Miss Vermont Teen USA. Später stand sie beim Magazin Explore Modelling für die Leona-Lewis-Kollektion vor der Kamera.

## Filmografie (Auswahl)
- 2011: Taxi Cab Teranga (Kurzfilm)
- 2012: Save the Cat (Kurzfilm)
- 2012: Gossip Girl (Fernsehserie, eine Folge)
- 2013: Beyoncé: Pretty Hurts (Musikvideo)
- 2013: David Gandy’s Goodnight (Kurzfilm)
- 2013: All My Children (Fernsehserie, sechs Folgen)
- 2013: 30 Rock (Fernsehserie, eine Folge)
- 2014: Wie schreibt man Liebe? (The Rewrite)
- 2014: Winter’s Tale
- 2015: In Stereo
- 2015: Ted 2
- 2015: Happyish (Fernsehserie, eine Folge)
- 2016: The Harrow
- 2016–2017: Gotham (Fernsehserie, 13 Folgen)
- 2019–2020: Mr. Iglesias (Fernsehserie, 22 Folgen)
- 2023: Shoulder Dance